# The Last of Us
The Last of Us là một trò chơi điện tử hành động phiêu lưu góc nhìn thứ ba năm 2013 do Naughty Dog phát triển và được phát hành bởi Sony Interactive Entertainment.
Trong trò chơi, người chơi sẽ điều khiển Joel, một kẻ buôn lậu có nhiệm vụ hộ tống một cô bé có tên Ellie đi qua nước Mỹ trong thế giới hậu tận thế. Người chơi có thể sử dụng súng, vũ khí tự chế và khả năng ẩn nấp để chống lại con người và các sinh vật đột biến ăn thịt người do ảnh hưởng của nấm kí sinh Cordyceps. Ngoài ra, trong chế độ chơi mạng, tám người chơi sẽ tham gia vào 1 trận đấu mang cả tính hợp tác và cạnh tranh.

## Lối chơi
The Last of Us là trò chơi kinh dị sinh tồn hành động phiêu lưu được chơi từ góc nhìn thứ ba. Người chơi sẽ đi qua các khu vực trong một thế giới hậu tận thế như thị trấn, tòa nhà, rừng và cống rãnh để hoàn thành cốt truyện. Người chơi có thể sử dụng súng, vũ khí tự chế và kỹ năng ẩn nấp để chống lại những kẻ thù địch và các sinh vật ăn thịt người bị một chủng nấm Cordyceps đột biến điều khiển. Trong hầu hết các phiên bản của The Last of Us, người chơi sẽ điều khiển Joel, một người đàn ông được giao nhiệm vụ hộ tống một cô gái trẻ, Ellie, đi xuyên Hoa Kỳ. Ngoài ra, người chơi cũng điều khiển Ellie trong suốt phần mùa đông của tựa game.
Trong chiến đấu, người chơi có thể sử dụng các vũ khí tầm xa, như súng trường, súng ngắn và cung tên, và các vũ khí tầm gần như shotgun và shotgun nòng ngắn. Người chơi cũng có thể nhặt các vũ khí cận chiến, chẳng hạn như ống và gậy bóng chày, và ném chai và gạch để đánh lạc hướng, làm choáng hoặc tấn công kẻ địch. Người chơi có thể nâng cấp vũ khí tại bàn làm việc bằng cách sử dụng các vật phẩm thu thập được. Các vật phẩm như bộ dụng cụ hồi máu, shiv và bom xăng có thể được tìm thấy hoặc chế tạo bằng cách sử dụng các vật phẩm thu thập được.

## Đón nhận
The Last of Us đã nhận được "những đánh giá tốt", theo trang tổng hợp đánh giá Metacritic, dựa trên 98 bài đánh giá. Đây là trò chơi PlayStation 3 được đánh giá cao thứ năm trên Metacritic. Nó được coi là một trong những trò chơi điện tử quan trọng nhất của thế hệ thứ bảy, và được đưa vào danh sách một trong những tựa game hay nhất mọi thời đại. Oli Welsh của Eurogamer đã viết rằng đó là "ngọn hải đăng của niềm hy vọng" đối với thể loại kinh dị sinh tồn.